# IndyCar Series (jeu vidéo)
Pour le championnat d'IndyCar, voir IndyCar Series.
IndyCar Series est un jeu vidéo d'IndyCar développé et édité par Codemasters, sorti en 2003 sur Windows, PlayStation 2 et Xbox.
Il a pour suite IndyCar Series 2005.